# Krakowski Schron
Krakowski Schron – jaskinia, a właściwie schronisko, w Dolinie Kościeliskiej w Tatrach Zachodnich. Wejście do niej znajduje się na północno-wschodnim zboczu Wąwozu Kraków, w pobliżu Płaśni Między Progi, powyżej Jaworowej Szczeliny i Dziury nad Żlebem, na wysokości 1370 metrów n.p.m. Jaskinia jest pozioma, a jej długość wynosi 4,70 metrów.

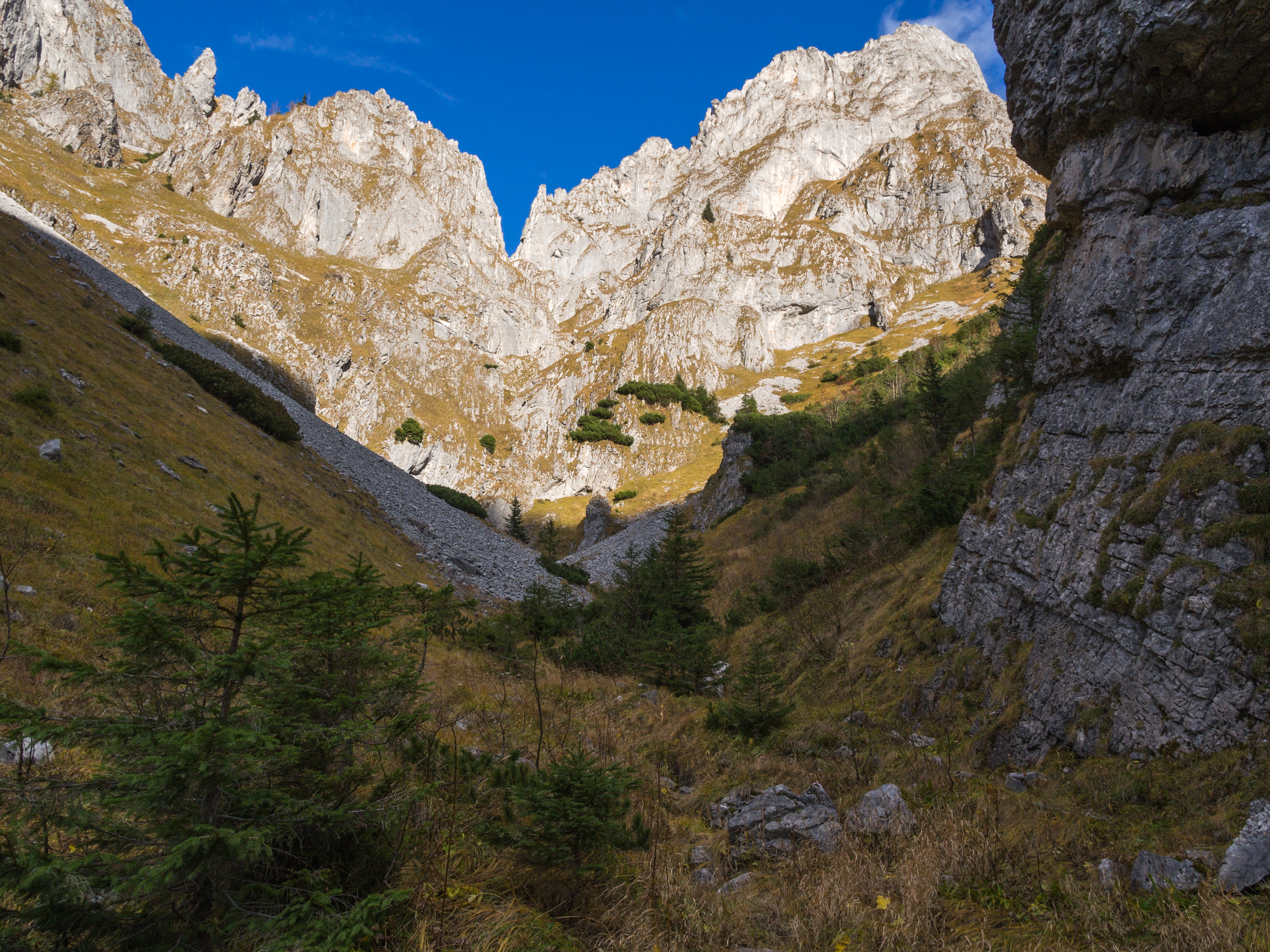
Płaśń między Progi w Wąwozie Kraków, ponad nią ściany Niskiej Turni (po lewej) i Wysokiego Grzbietu (po prawej)

## Opis jaskini
Jaskinię stanowi niska sala do której prowadzi niski, szeroki na 5 metrów otwór wejściowy. Po dwóch metrach sala przechodzi w wyższy korytarz kończący się ślepo.

## Przyroda
W jaskini brak jest nacieków. Ściany są wilgotne, nie ma na nich roślinności.

## Historia odkryć
Plan i opis jaskini, odkrytej przez J. Ślusarczyk, sporządzili J. Nowak i J. Ślusarczyk w 2005 roku.